# Васильевский (Воронежская область)
Васи́льевский — посёлок в Таловском районе Воронежской области России. Входит в состав Александровского сельского поселения.

## География
Посёлок находится на северо-востоке центральной части Воронежской области, в лесостепной зоне, на правом берегу реки Сухая Чигла, на расстоянии примерно 2 км (по прямой) к западу-северо-западу (WNW) от рабочего посёлка Таловая, административного центра района. Абсолютная высота — 113 м над уровнем моря.
Часовой пояс
Посёлок Васильевский, как и вся Воронежская область, находится в часовой зоне МСК (московское время). Смещение применяемого времени относительно UTC составляет +3:00.

## Население
| 2010 |
| ---- |
| 120  |

Гендерный состав
По данным Всероссийской переписи населения 2010 года, в гендерной структуре населения мужчины составляли 40 %, женщины — соответственно 60 %.
Национальный состав
Согласно результатам переписи 2002 года, в национальной структуре населения русские составляли 98 %.

## Улицы
Уличная сеть посёлка состоит из одной улицы (ул. Дорожная).

## Инфраструктура
В посёлке функционируют фельдшерско-акушерский пункт, сельский дом культуры и библиотека.